# Curimus
Curimus ist eine finnische Thrash- und Death-Metal-Band aus Loimaa, die im Jahr 2004 gegründet wurde.

## Geschichte
Ende des Sommers 2004 trafen sich der Schlagzeuger Jucca Ääri und der Gitarrist Juha-Matti Helmi zufällig in einer Bar. Nachdem Helmi bei seiner vorherigen Band Autere ausgestiegen war, kontaktierte er Ääri, woraufhin sie beschlossen Curimus zu gründen. Mit dabei war bereits Juccas bassspielender Zwillingsbruder Jarno Ääri. Die drei probten zum ersten Mal am 4. November 2004. Nachdem Helmi auf seinen Kindheitsfreund Marko Silvennoinen getroffen war, kam dieser als Sänger zur Band. Nach einer weiteren Probe hatte die Band die ersten drei Lieder angefertigt. Ein erstes Demo erschien im Herbst 2006, ehe im Folgejahr der erste Auftritt abgehalten wurde. Danach schlossen sich drei weitere Demos, über 70 Konzerte, sowie diverse Wechsel in der Besetzung an. Die Band, die mittlerweile aus dem Sänger Marko Silvennoinen, dem Gitarristen Juha-Matti Helmi, dem Bassisten Juho Manninen und dem Schlagzeuger Jari Nieminen bestand, begab sich daraufhin ins Studio, um ihr Debütalbum Realization aufzunehmen, das im Februar 2012 erschien. Vertrieben wurde das Album von Inverse Records. Das zweite Album Artificial Revolution erschien im Jahr 2014, wobei es von der Band selbst unter der Führung von Tom Gardiner und Daniel Rantanen produziert worden war. Das Album wurde dieses Mal über Svart Records vertrieben.

## Stil
Laut laut.de spiele die Band Thrash Metal mit Einflüssen aus dem schwedischen Death Metal. Charakteristisch für die Musik seien hauptsächlich das kraftvolle Growling und Shouting des Sängers Silvennoinen. Sein Spektrum reiche von Dew-Scented bis Randy Blythe. Die Riffs seien mit denen von Exodus und Sepultura vergleichbar. Auch Paulomaniaco von metal-temple.com bezeichnete die Musik auf Artificial Revolution als eine Mischung aus Death- und Thrash Metal. Die Lieder hätten einen nordischen Touch und es seien Einflüsse von Gruppen wie Slayer, Sepultura und Machine Head hörbar.

## Diskografie
- 2006: Promo 2006 (Demo, Eigenveröffentlichung)
- 2008: Under My Skin (Demo, Eigenveröffentlichung)
- 2008: Humanity…for Sale (Demo, Eigenveröffentlichung)
- 2010: Values (Demo, Eigenveröffentlichung)
- 2012: Realization (Album, Freezing Penguin Records)
- 2014: Artificial Revolution (Album, Freezing Penguin Records)
- 2020: Garden of Eden (Album, Inverse Records)